# Perekałki
Perekałki (ukr. Перекалки) – wieś na Ukrainie w rejonie kamioneckim obwodu lwowskiego.

## Historia
Dawniej gajówka koło wsi Sielec Bieńków.